# Puchar Beskidów 1960
Puchar Beskidów 1960 – trzecia edycja zawodów międzynarodowych rozegrana w dniach 15-17 stycznia 1960. W ramach cyklu rozegrano dwa konkursy, Pierwszy odbył się na skoczni w Wiśle-Malince, drugi w Szczyrku-Skalite. Pierwszy konkurs wygrał Zdzisław Hryniewiecki, a drugi Władysław Tajner. W klasyfikacji generalnej po raz trzeci z rzędu tryumfował Władysław Tajner.

## Terminarz
| Lp. | Data             | Miejscowość | Skocznia | 1. miejsce            | 2. miejsce       | 3. miejsce             |
| --- | ---------------- | ----------- | -------- | --------------------- | ---------------- | ---------------------- |
| 1.  | 15 stycznia 1960 | Wisła       | Malinka  | Zdzisław Hryniewiecki | Władysław Tajner | Józef Gąsienica-Bryjak |
| 2.  | 17 stycznia 1960 | Szczyrk     | Skalite  | Władysław Tajner      | Werner Lesser    | Stanislav Zaharov      |

### Klasyfikacja generalna
| Miejsce | Zawodnik               | Punkty |
| ------- | ---------------------- | ------ |
| 1.      | Władysław Tajner       | 434    |
| 2.      | Zdzisław Hryniewiecki  | 423    |
| 3.      | Józef Gąsienica-Bryjak | 416,5  |
| 4.      | Werner Lesser          | 413,5  |
| 5.      | Stanislav Zaharov      | 409    |